# Azkaban
Azkaban je imaginaran zatvor iz serije romana o Harryju Potteru. U Azkabanu su zatvoreni čarobnjaci koji su kršili zakone britanske čarobnjačke zajednice. Azkaban čuvaju dementori koji rade za britansko Ministarstvo magije. Samo se teški zločini kažnjavaju odlaskom u Azkaban (mnogi zatvorenici su pristaše Lorda Voldemorta). 
Azkaban se nalazi "negdje u Sjevernom moru" i moguće je da je smješten u blizini Shetlandskog otočja. Azkaban se vjerojatno ne može naći na bezjačkim kartama zato što su čarobnjačka zemljišta često skrivena ili neunosiva na karte. Azkaban je opravdano vrlo zloglasan zatvor. Njegova je lokacija samo jedna od mjera opreza koja i nije toliko nužna zato što zatvorenika čuvaju dementori - bića koja iz ljudi isisavaju svu sreću. Zbog izdržljivosti dementora Azkaban je dugo smatran zatvorom iz kojeg je nemoguće pobjeći. 
Bacanje bilo koje od neoprostivih kletvi (Imperius, Cruciatus i Avada Kedavra) na ljudsko biće donosi "jednosmjernu kartu" za Azkaban.  
Azkaban nije imao glavnu ulogu u romanima. U Harryju Potteru i Odaji tajni Hagrid je privremeno tamo zatvoren, a vrijeme provedeno u zatvoru bilo mu je iznimno traumatično iskustvo o kojem on ne želi previše razgovarati nakon svog povratka. Sirius Black bio je prvi poznati čarobnjak koji je uspio pobjeći iz Azkabana (HP3), iako je kasnije otkriveno da je iz zatvora prije njega uspio pobjeći i Barty Crouch ml. (HP4). 
U posljednje se vrijeme ozbiljno promijenio "ugled" Azkabana; Dumbledore je govorio da Voldemortove pristalice ne bi trebali čuvati dementori, oni koji će najviše dobiti ako se Lord Voldemort vrati na vlast. U Harryju Potteru i Redu feniksa to se pokazalo točnim zato što su dementori napustili Azkabana kako bi se pridružili Voldemortu. Sada zatvorenike vjerojatno čuvaju samo aurori.

## Poznati zatvorenici
| Zatvorenik           | Trenutni status                                                       | Zločin |
| -------------------- | --------------------------------------------------------------------- | --- |
| Avery                | zatvoren                                                              | napad na Ministarstvo |
| Sirius Black         | pobjegao; kasnije preminuo                                            | ubojstvo Petera Pettigrewa i 12 bezjaka (lažno optužen) |
| Crabbe               | zatvoren                                                              | napad na Ministarstvo |
| Barty Crouch ml.     | pobjegao; kasnije ostao bez duše                                      | mučenje Franka i Alice Longbottom |
| Antonin Dolohov      | ponovno zatvoren nakon masovnog bijega 1996.                          | ubojstva Fabiana i Gideona Prewetta; napad na Ministarstvo |
| Mundungus Fletcher   | zatvoren                                                              | oponašanje Inferiusa tijekom pljačke |
| Marvolo Gaunt        | pušten nakon odsluženja kazne od 6 mjeseci                            | napad na djelatnika Ministarstva |
| Morfin Gaunt         | umro u zatvoru tijekom služenja kazne                                 | nepropisna upotreba magije i napad na djelatnika Ministarstva (3 godine); ubojstvo obitelji Riddle (doživotna kazna)                                          |
| Rubeus Hagrid        | oslobođen optužbi                                                     | sumnja da je otvorio Odaju tajni (lažno optužen) |
| Jugson               | zatvoren                                                              | napad na Ministarstvo |
| Bellatrix Lestrange  | pobjegla tijekom masovnog bijega 1996., umrla tokom rata na Hogwartsu | mučenje Franka i Alice Longbottom |
| Igor Karkaroff       | pušten na slobodu; kasnije preminuo                                   | smrtonoša |
| Rabastan Lestrange   | ponovno zatvoren nakon masovnog bijega 1996.                          | mučenje Franka i Alice Longbottom; napad na Ministarstvo |
| Rodolphus Lestrange  | ponovno zatvoren nakon masovnog bijega 1996.                          | mučenje Franka i Alice Longbottom; napad na Ministarstvo |
| Xenophilius Lovegood | Zatvoren u sedmoj knjizi, 1997.                                       | Uhapsili su ga smrtonoše jer je on zvao Traversa i Selwyna zbog Harryja Pottera. Oni ga nisu vidjeli zbog eksplozije. Pušten je nakon smrti lorda Voldemorta. |
| Lucius Malfoy        | zatvoren                                                              | napad na Ministarstvo |
| Walden MacNair       | zatvoren                                                              | napad na Ministarstvo |
| Mulciber             | ponovno zatvoren nakon masovnog bijega 1996.                          | napad na Ministarstvo |
| Nott                 | zatvoren                                                              | napad na Ministarstvo |
| Stan Shunpike        | zatvoren                                                              | uhićen zbog sumnje da je smrtonoša |
| Augustus Rookwood    | ponovno zatvoren nakon masovnog bijega 1996.                          | špijuniranje Ministarstva; napad na Ministarstvo |